# Abdicazione

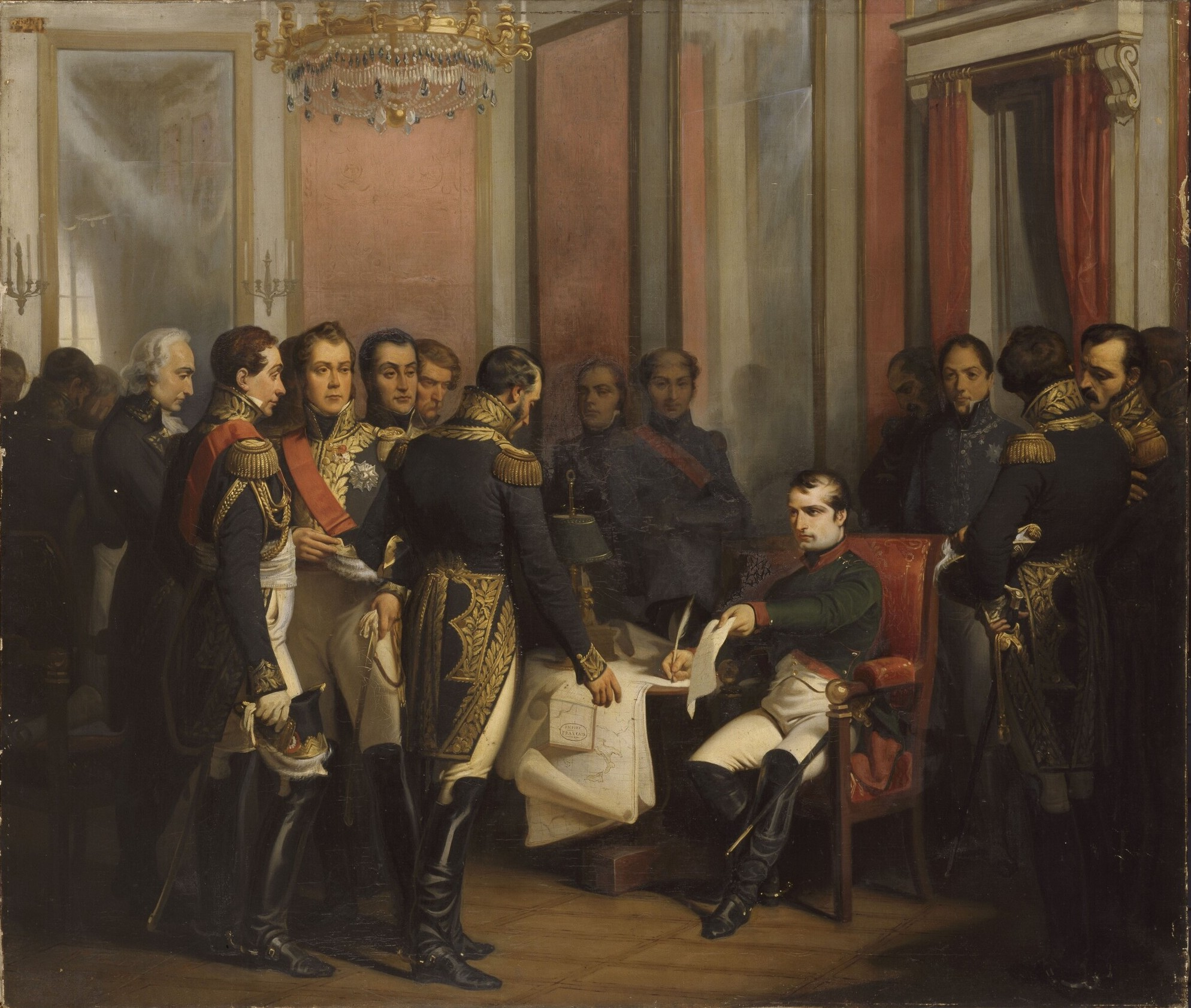
La prima abdicazione di Napoleone, Fontainebleau, 1814.

L'abdicazione è l'abbandono volontario del potere da parte di un sovrano (dal latino abdicatio, 'rinunciare'. Ab: 'da'; dicare: 'dichiarare').
Oggi la parola si usa in caso di rinuncia al trono compiuta da un monarca. Nel caso di una carica diversa si parla oggi di dimissioni.

## Generalità
L'abdicazione può avere valore personale: è il caso ad esempio del re Vittorio Emanuele III, che rinunciò al trono in favore del figlio Umberto II di Savoia.
In altri casi, la rinuncia vale anche per gli eredi alla corona: così fu ad esempio nel caso del sovrano Guglielmo II di Germania, mentre la semplice rinuncia al trono da parte di un successore non viene considerata come abdicazione.
Dato che una carica era legata non solo a poteri, ma anche a doveri, in passato il sovrano non aveva sempre la facoltà di abdicare; possibili ostacoli erano il giuramento prestato e il ruolo "sacro" del sovrano, ritenuto essere investito da Dio di quella carica.

## Elenco di abdicazioni famose
Famose nella storia furono le abdicazioni di:
- Diocleziano: imperatore romano, dopo 20 anni di governo nel 305 si ritirò a vita privata dopo aver sostenuto una dura campagna di persecuzione contro il Cristianesimo, che considerava come un pericolo per lo stato. Rinunciò in seguito all'offerta di ritornare alla carica di imperatore.
- Carlo V: imperatore dei romani e Re di Spagna, rinunciò al potere in seguito al terremoto diplomatico verificatosi dopo la Pace di Augusta. In seguito ai compromessi con cui era andato incontro alla religione protestante, rinunciò a diverse corone intorno al 1556.
- Enrico IV: imperatore del Sacro Romano Impero Germanico intorno al 1100 diede inizio alla lotta per le investiture contro papa Gregorio VII. Nel 1105 Enrico venne costretto dal figlio Enrico V ad abdicare.
- Cristina di Svezia: stanca del duro lavoro di collaborazione con il governo, abdicò nel 1654 a favore del cugino Carlo Gustavo, nonostante l'opposizione del senato. Considerò questa rinuncia come una liberazione.
- Filippo V di Spagna: abdicò in favore del figlio Luigi nel 1724, ma la morte prematura di quest'ultimo qualche mese dopo di malattia costrinse Filippo a risalire sul trono.
- Vittorio Amedeo II di Savoia: per ragioni di salute, abdicò in favore del figlio Carlo Emanuele III di Savoia nel 1730, pur continuando a controllare scrupolosamente la sua politica.
- Carlo III di Spagna: abdica nel 1759 per salire al trono di Spagna lasciando Napoli e Sicilia a suo figlio Ferdinando; Carlo III con la Prammatica Sanzione del 1759 fece in modo che la corona del Regno delle Due Sicilie non potesse più congiungersi con quella del Regno di Spagna. Storicamente il Sud Italia era stato un viceregno politicamente subordinato prima a Madrid e poi a Vienna, ma nell'ottica dei nuovi equilibri europei scaturiti a seguito delle guerre di successione polacca ed austriaca, nasceva un regno formalmente indipendente.
- Napoleone I: In seguito a sconfitte militari come quella della battaglia di Lipsia, intraprese una disperata campagna di difesa dei confini nazionali francesi terminata con la sua formale abdicazione. Nonostante l'esilio sull'isola d'Elba, tornò nuovamente sul trono qualche mese dopo guidando la Francia durante i Cento giorni. Una seconda abdicazione ci fu nel 1815, dopo la sconfitta della battaglia di Waterloo.
- Vittorio Emanuele I: in seguito a una rivolta carbonara nel 1821 abdicò in favore del fratello Carlo Felice, ma in sua assenza il reggente Carlo Alberto concesse la Costituzione.
- Carlo X: fu l'ultimo re Borbone di Francia. In seguito ai moti popolari ricordati come delle Tre Gloriose Giornate (27, 28 e 29 luglio) fu costretto ad abdicare il 2 agosto 1830. Costrinse anche il figlio Luigi XIX ed il nipote Enrico V (il conte di Chambord) a rinunciare ai loro diritti. Questi ultimi sono stati rispettivamente re di Francia per 20 minuti[4] e per 8 giorni.
- Ferdinando I d'Austria: nel 1848 su volere del ministro Felix Schwarzenberg e dopo le rivolte scoppiate in Austria nello stesso anno, abdicò in favore del nipote Francesco Giuseppe. Il fratello, Francesco Carlo d'Asburgo-Lorena, sotto la pressione della moglie l'arciduchessa Sofia di Baviera aveva rinunciato ai suoi diritti, in favore del figlio Francesco Giuseppe.
- Carlo Alberto: ai tempi dei moti del 1848, come re di Sardegna, era impegnato in un doppio confronto contro i repubblicani e contro l'Austria Imperiale. Dopo una sconfitta dei piemontesi ad opera di Radetzky, a Novara (23 marzo 1849), abdicò e lasciò il Piemonte per recarsi in segreto a Porto. Profondamente amareggiato, sarebbe morto poco dopo il 28 luglio 1849.
- Napoleone III: abdicò dopo la sconfitta militare di Sedan avendo capito che il parlamento francese di allora gli aveva manifestato il suo rifiuto di rimanere sul trono.
- Nicola II: in seguito alla formazione del governo provvisorio nel 1917 presieduto dal principe L'vov, lo zar abdicò in favore del fratello Michele, che rinunciò al trono il giorno dopo.
- Edoardo VIII: re del Regno Unito abdicò nel 1936, fu re per meno di 12 mesi.
- Vittorio Emanuele III: re d'Italia, il 9 maggio 1946 il re abdicò a favore del figlio Umberto II, già luogotenente del Regno.
- Leopoldo III del Belgio: preferì abdicare nel 1951 in favore di Baldovino, dopo che un referendum aveva confermato la monarchia, evidenziando però una spaccatura nel paese fra i suoi sostenitori e i repubblicani.

## Casi recenti di abdicazione
In tempi recenti, si ricorda, oltre a quello di papa Benedetto XVI, il caso di Jean di Lussemburgo: salito al trono in seguito all'abdicazione della madre Charlotte nel 1964, rimase sovrano fino alla propria abdicazione nel 2000 pronunciata in favore del figlio Henri. Simili considerazioni riguardano la famosa Guglielmina dei Paesi Bassi, che regnò tra il 1889 ed il 1948 lasciando poi il trono a Giuliana che abdicava a sua volta nel 1980 in favore della figlia Beatrice, la quale a sua volta decise nel 2013 di abdicare in favore del figlio Guglielmo Alessandro dei Paesi Bassi.
Poi toccò all'emiro del Qatar Hamad bin Khalifa al-Thani abdicare il 25 giugno 2013 in favore del figlio Tamim bin Hamad al-Thani; e nel luglio dello stesso anno il re Alberto II del Belgio in favore del figlio Filippo del Belgio.
Il re Juan Carlos di Spagna annunciò la sua abdicazione in favore del figlio il principe delle Asturie Felipe il 2 giugno 2014 ed effettiva il 19 giugno.
Nel maggio 2019 è l'imperatore del Giappone Akihito ad abdicare in favore del figlio Naruhito.
A gennaio 2024 la regina Margherita II di Danimarca abdica, e sale al trono il primogenito Federico X.

## Abdicazione di un papa
Nel caso delle dimissioni di un papa, si parla più precisamente di rinuncia all'ufficio di romano pontefice. Secondo il diritto canonico, un pontefice può abdicare anche senza il consenso del Collegio cardinalizio. Quello del pontificato è chiaramente un caso particolare, dato che la carica non è ereditaria, come quella di un nobile, e inoltre ha un valore principalmente religioso rispetto a un semplice monarca.
Celebre fu il ritiro di papa Celestino V nel 1294, che prima dell'abdicazione di papa Benedetto XVI nel 2013 rimase un caso isolato di rinuncia volontaria. Altre abdicazioni papali avvennero invece in seguito a esilio, o per la presenza di più papi, oppure ad altre forme di pressione: si tratta dei casi di papa Clemente I nel 97, papa Ponziano nel 235, papa Silverio nel 537, papa Benedetto IX nel 1045, papa Gregorio VI nel 1046 e di papa Gregorio XII nel 1415.
L'ultima abdicazione di un papa, in ordine di tempo, risale al 28 febbraio 2013, giorno in cui papa Benedetto XVI ha lasciato il soglio pontificio.

## Abdicazione nel diritto romano
Il termine latino di abdicatio indicava un insieme di rinunce molto più ampio rispetto a quello indicato oggi con il termine di abdicazione. Comprendeva in genere la rinuncia a un diritto oppure a una cosa, si suppone anche all'esercizio della patria potestas.
A quella che sarebbe diventata l'accezione moderna della parola si avvicinava l'abdicazione di un magistratus romano, quindi le dimissioni della persona investita della carica di governare.